# 山平腹蛛
山平腹蛛（学名：Gnaphosa montana）为平腹蛛科平腹蛛属的动物。分布于欧洲、俄罗斯以及中国大陆的新疆等地，常见于草丛、石块下。该物种的模式产地在欧洲。